# Jaciment arqueològic de Quatre Camins
El jaciment arqueològic de Quatre Camins es troba al municipi de Sant Pere de Riudebitlles (l'Alt Penedès), inclòs a l'Inventari del Patrimoni Arqueològic i Paleontològic de Catalunya.
Es troba en un camp de cereals i vinyes, on A. Freixes, membre del grup Arrels, va trobar indústria lítica de tipus mosterià (concretament d'un Mosterià típic) segons la classificació de F. Bordes, durant unes prospeccions en 1980. Aquestes troballes van ser interpretades com les restes de un taller de sílex del Paleolític.
Es tracta de rascadors transversals, puntes típiques, etc. La connexió d'aquest jaciment amb el del Corral del Martí, que es troba molt a prop, i en el qual es barregen peces axelianes i materials d'un Mosterià tipus Levallois, probablement no és de coetaneïtat. Aquest jaciment, més aviat es podria definir com un dels molts assentaments - esporàdics - tallers típics de les riberes del Riudebitlles, en la zona de Sant Quintí de Mediona-Sant Pere de Riudebitlles, àrea molt propera al principal focus d'època Mosteriana del NE peninsular: els Cingles del Capelló (Capellades, Anoia).